# Иоганн II Легницкий
Иоганн II (пол. Jan II Legnicki, нем. Johann II von Liegnitz; 1477 — 6 марта 1495) — князь Легницкий c 1488 год до смерти (вместе с братьями).

## Биография
Представитель легницкой линии Силезских Пястов. Старший сын Фридриха I (1446—1488), князя Хойнувского (1453—1488), Легницкого, Олавского (1454—1488), Бжегского (1481—1488) и Любинского (1482—1488), и Людмилы из Подебрад (1456-1503), дочери короля Чехии Йиржи из Подебрад (1420—1471) от второго брака с Иоганной из Рожмиталя (ок. 1430—1475).
После смерти отца в 1488 году Иоганн II и его младшие братья Фридрих II и Георг I сменили его в Легнице, Хойнуве и Любине. Поскольку они были несовершеннолетними, регентство в объединенном княжестве принадлежало их матери, вдовствующей княгине Людмиле, которая отдельно получила от своего покойного мужа Бжег и Олаву в качестве вдовьего надела и управляла ими до своей смерти.
Иоанн II умер, не достигнув совершеннолетия, он никогда не женился и не имел детей. Ему наследовали его братья, которые оставались под опекой матери еще три года, до 1498 года.